# تاكاهيتو سوما
تاكاهيتو سوما (باليابانية: 相馬 崇人) (10 ديسمبر 1981 في كاواساكي في اليابان – )؛ هو لاعب كرة قدم ياباني سابق كان يلعب كمدافع.

## وصلات خارجية
- تاكاهيتو سوما على موقع الاتحاد الدولي (مؤرشف)  (الإنجليزية)
- تاكاهيتو سوما على موقع رابطة كرة القدم اليابانية للمحترفين (اليابانية)
- تاكاهيتو سوما على موقع قاعدة بيانات كرة القدم.إي يو (الإنجليزية)
- تاكاهيتو سوما على موقع Soccerway.com (الإنجليزية)
- تاكاهيتو سوما على موقع عالم كرة القدم.نت (الإنجليزية)
- تاكاهيتو سوما على موقع كووورة